# Exèrcit Xiang
L'Exèrcit Xiang (xinès tradicional: 湘軍, xinès simplificat: 湘軍, pinyin: Xiāng Jūn) va ser un exèrcit organitzat per Zeng Guofan (曾國藩) de les existents milícies regionals i locals de tuanlian (團練) per contenir la revolta Taiping en la Xina (del 1850 fins al 1864). El nom és pres de la regió de Hunan, on es va reclutar l'exèrcit. L'exèrcit va ser finançat a través dels nobles locals i l'alta burgesia, com oposició a la centralitzada Dinastia Qing manxú. Tot i que es va aixecar específicament per abordar els problemes a Hunan, l'exèrcit va formar el nucli del nou sistema militar Qing, i com a tal, debilitant per sempre la influència manxú en l'exèrcit. Aquest traspàs del comandament centralitzat és comunament assenyalat com una de les principals raons per la final caiguda de la dinastia Qing i l'aparició dels senyors de la guerra regionals a la Xina durant la primera meitat del segle xx.